# Talgo

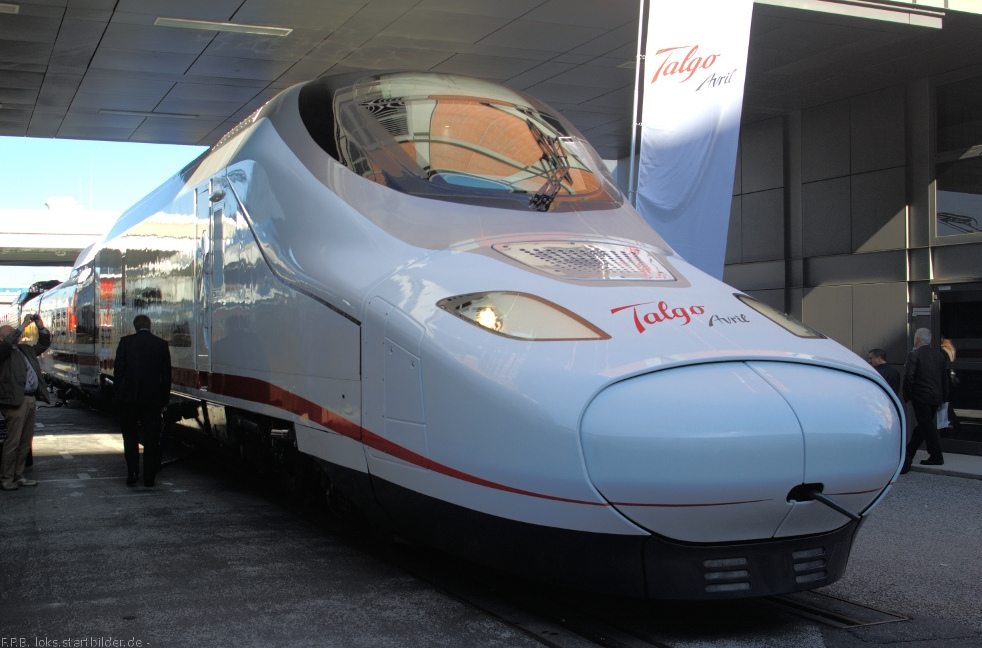
Talgo Avril

Patentes Talgo S.A. (Tren Articulado Ligero Goicoechea Oriol, Talgo) – hiszpański producent taboru kolejowego.
Przedsiębiorstwo założyli w 1942 roku Alejandro Goicoechea i José Luis Oriol. Specjalizuje się ono w budowie i projektowaniu pociągów typu push-pull. W ramach swojej innowacyjnej działalności firma opracowała m.in. system wychylnego nadwozia wagonów oraz system do przestawiania wagonów i lokomotyw z rozstawu szerokotorowego (1520 mm i 1668 mm) na normalnotorowy (1435 mm).
Głównym klientem przedsiębiorstwa jest hiszpański przewoźnik kolejowy Renfe dla którego przedsiębiorstwo produkuje pociągi typu push-pull wykorzystywane w połączeniach kolejowych AVE. Kontrahentami Talgo są ponadto kolejowe firmy transportowe z: Bośni i Hercegowiny, Kazachstanu, Niemiec, Rosji, Stanów Zjednoczonych i Uzbekistanu.
Partnerem przedsiębiorstwa Talgo i kooperantem jest kanadyjski holding Bombardier, który produkuje dla niego lokomotywy i człony napędowe. Marka Talgo obejmuje obecnie 11 generacji zespołów trakcyjnych produkowanych na przestrzeni kilkudziesięciu lat: Talgo I, Talgo II, Talgo III, Talgo Pendular, Talgo VII, Talgo VIII, Talgo 250, Talgo 250 Dual, Talgo 350, Talgo XXI oraz Talgo AVRIL.
24 września 2024 Talgo podpisało porozumienie z Pesą o współpracy przy rozwoju nowej sieci kolei dużych i bardzo dużych prędkości w Polsce.

## Produkty

### Talgo 350
Talgo 350 został włączony do służby jako RENFE AVE Klasy 102 (firmowe oznaczenie składów wysokiej prędkości). Testy z prototypem wprowadzonym na rynek w 1994, określiły jego maksymalną prędkość operacyjną na poziomie 330 km/h na linii kolejowych Madryt – Barcelona i Madryt – Valladolid. Pociągi tej klasy zostały zaprojektowane tak, aby osiągać maksymalną prędkość na poziomie 350 km/h, chociaż obecnie ich prędkość została ograniczona do 330 km/h. Skład jest wyposażony jest w dwie lokomotywy. W następnej generacji Talgo VII zostały poprawione hamulce oraz dodana opcja dodatkowego podstawowego zawieszenia.

### Talgo AVRIL
Jest projektem w trakcie rozwoju w fazie koncepcyjnej pod nazwą AVRIL (Alta Velocidad Rueda Independiente Ligero – Lekki wysokiej prędkości niezależny wózek). Celem projektu jest uzyskanie prędkości komunikacyjnej na poziomie 380 km/h.